# Waldenzen

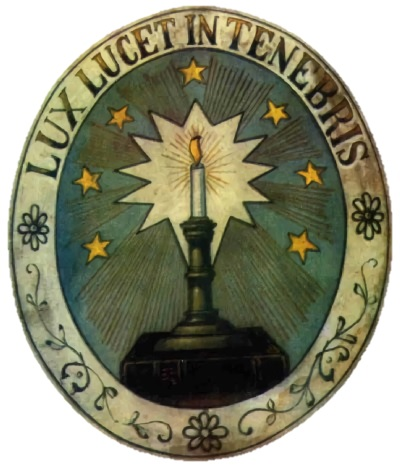
Het oorspronkelijke wapen van de waldenzen, zoals dit in Italië op kerkmuren en als insigne voorkomt.

De Waldenzen, ook de armen van Lyon genoemd, waren oorspronkelijk aanhangers van een christelijke armoedebeweging die in Frankrijk in de 12e eeuw leefde. Het in Italië gevestigde protestantse kerkgenootschap van gereformeerde signatuur noemt zich 'Waldens'.

## Middeleeuwse armoedebeweging
De Waldenzen wilden een apostolisch leven in eenvoud en armoede leiden. Toen ze later enkele sacramenten en het vagevuur verwierpen en zich ook tegen de kerkelijke hiërarchie verzetten, kwamen ze in conflict met de Kerk.
Ze beleden geen dualisme zoals de eveneens in Frankrijk ontstane ketterij van de albigenzen.
Pierre Valdes uit Lyon (in de latere overlevering Petrus Waldus) voegde zich bij de Waldenzen. Hij was een Franse koopman, die zich in 1173 bekeerde tot een apostolisch leven van armoede.

## Geschiedenis

### Ontstaan
Het moment waarop de groep precies ontstond is niet bekend, maar zij leefden eeuwen in de valleien (rivierdalen) in het zuidoosten van Frankrijk, ten oosten van de stad Albi.
Ene Petrus, een rijke koopman in de stad Lyon, bekend geworden als Petrus Waldo (of Waldus, ook Valdez) (hij leefde ongeveer 1140 tot 1218) las (eind 12e eeuw) in het evangelie volgens Matteüs dat Jezus een rijke jongeman opdroeg al zijn bezit te verkopen ten bate van de armen. Waldo raakte hiervan zo onder de indruk dat hij besloot dit voorbeeld te volgen. Hij gaf zijn bezittingen aan de armen en hij ging prediken en sloot zich aan bij de Waldenzen. Het evangelie liet hij vertalen in het Arpetaans / Provencaals / Occitaans, de taal van het gebied dat nu het zuiden en zuidoosten van Frankrijk vormt, waardoor het ook voor de gewone mensen goed te begrijpen was. Petrus en zijn "Waldenzen-broeders" trokken rond om hun kennis van de Bijbel te verspreiden. Zij oefenden daarbij felle kritiek uit op de ontaarde levenswijze van een aantal rijke geestelijken, die absoluut niet volgens de Bijbelse principes leefden.
De Waldenzen verwierpen het dragen van wapens, maar ook allerlei kathaarse theorieën. Aangezien ze louter op basis van de Bijbel wilden leven en leren, verwierpen ze ook vele katholieke gewoonten die niet in de Bijbel vermeld staan, zoals het toekennen van aflaten en het opdragen van missen voor overledenen.

### Excommunicatie door paus Lucius III in 1184
De kerkelijke hiërarchie in Lyon, onder leiding van Guichard de Pontigny, steunde aanvankelijk de prediking van Valdes, maar stoorde zich toch aan het gebrek aan theologische vorming van Valdes - hij was een leek - en door het gebruik van een niet-Latijnse versie van de Bijbel. Valdes woonde het Derde Lateraans Concilie (1179) bij in Rome en werd er door paus Alexander III in zijn gelofte van armoede bevestigd. Waarschijnlijk bevestigde hij tijdens dat concilie zijn geloof in een schriftelijke Geloofsbelijdenis die bewaard is gebleven. Hij kreeg echter de kerkelijke bevestiging niet. Valdes trok zich dit niet aan en bleef onverstoord prediken met zijn volgelingen (de Pauperes), waarop de volgende aartsbisschop de beweging veroordeelde en de volgelingen door paus Lucius III in 1184 met de bul Ad abolendam in de ban werden gedaan.
De beweging, waar soms andere sekten zich bij aansloten of die door andere sekten beïnvloed werd, verspreidde zich snel naar Spanje, Noord-Frankrijk, Vlaanderen, Duitsland, Zuid-Italië en zelfs Polen en Hongarije.
Toen de Waldenzen later verschillende sacramenten en het vagevuur verwierpen en zich ook tegen de kerkelijke hiërarchie bleven verzetten, escaleerde het conflict met de Kerk.
De Waldenzen werden gesteund door de Zuid-Franse adel, die zich op deze wijze los wilde maken van de koning van Frankrijk. Maar de koning sloot zich aan bij de paus en de Waldenzen werden hevig vervolgd. Op tekeningen zijn de massaverbrandingen van honderden mannen, vrouwen en kinderen te zien.
Ze koesterden verachting voor de kerkelijke hiërarchie en hielden er ook talloze andere omstreden opvattingen op na: zo weigerden ze bijvoorbeeld de burgerlijke rechtspraak te erkennen, omdat ze tegen de eed waren. Ze verwierpen evenzo het vagevuur, gebeden voor de overledenen, het heilig karakter van het kerkgebouw en de verering van het kruis.
Het Vierde Lateraans Concilie in 1215 deelde deze groep in bij de ketters (haeresii). Ze werden door de inquisitie vervolgd. In 1488 werd een kruistocht tegen hen gericht; ze verborgen zich echter in de dalen van de Alpen, ten zuidwesten van Turijn. De groep telde op dat moment ongeveer 700 mensen. Het leger van Lodewijk XIV probeerde hen daar te verslaan, waarna er slechts 250 mensen over bleven. Onder druk van deze vervolgingen waren zij op het einde van de 15e eeuw ten slotte in hoofdzaak geconcentreerd in de valleien van de Franse en Italiaanse Cottische Alpen in Piëmont (met hoofdplaats Torre Pellice).

### Reformatie
In de 16e eeuw sloten veel Waldenzen in Frankrijk alsook in Piëmont zich aan bij de Reformatie, vooral onder invloed van Guillaume Farel. Waldenzen werd de naam voor protestanten in Noord-Italië. Ze verloren toen voor een groot deel de voor hun voorgangers in de middeleeuwen kenmerkende trekken.
In 1530 werden ze in Frankrijk door de Inquisitie ontdekt en 10 jaar later sprak het parlement van Aix-en-Provence, opgericht in 1501, het 'arrest van Mérindol' uit tegen negentien ketters. Koning Frans I probeerde tijd te winnen en bepleitte een opschorting, maar toen de Waldenzen in 1544 de abdij van Sénanque aanvielen, deels verwoestten en een groot aantal monniken verhingen, kreeg parlementsvoorzitter Meynier d'Oppède van de koning toestemming het bewuste arrest toe te passen en een strafexpeditie te organiseren in de Luberon. Dit geschiedde van 15 tot 20 april 1545, waarbij sommige plaatsen in brand werden gestoken. Drieduizend burgers werden gedood en zeshonderd tot de galeien veroordeeld. Ze werden nogmaals teruggedrongen naar Piëmont.
In de 17e eeuw werden ze ook uit Piëmont verdreven door de Savoyaardse Waldenzenoorlogen. Ze zochten hun toevlucht onder andere in Zwitserland.

### Terugkeer naar Piëmont
Onder Henri Arnaud vond in 1689 de terugkeer plaats naar hun dalen. In 1848 kregen ze hun burgerrechten terug.

## Huidig gereformeerd kerkgenootschap
De Waldenzische (Evangelische) Kerk (in het Italiaans: Chiesa (Evangelica) Valdese) werkt met andere (kleinere) protestantse kerkgenootschappen in Italië samen in de Unione delle chiese metodiste e valdesi (de (Italiaanse) bond van Waldenzische en methodistische kerken).
Wereldwijd waren er in 2015 nog ca. 98.000 Waldenzen van wie ca. 47.000 in Italië. Voorts in Uruguay (circa 15.000) en Argentinië. Het hoofdkwartier is gevestigd in Rome. De Waldenzen vormen het belangrijkste protestantse kerkgenootschap in Italië.

## Relaties met de Katholieke Kerk
Nadat zijn directe pauselijke voorgangers al leiders van de Waldenzen hadden ontvangen, bracht de Argentijnse Paus Franciscus I op 22 juni 2015 een bezoek aan de Waldenzenkerk in Turijn. Daar bad hij samen met de Waldenzische voorgangers, en vroeg hij om vergeving voor de vervolgingen in het verleden.